# ナハト
株式会社ナハト（nahato, Inc.）は、インフルエンサー広告等をメインにインターネット領域において広告代理事業を行う日本の企業。

## 概要
2018年7月10日、インフルエンサーマーケティングなどインターネット領域における広告の作成・運用を行う広告代理店として創業。
創業当初は渋谷の小さなオフィスで広告代理業をおこなう小規模の企業だったが、SNSのトレンドを踏まえた広告の作成・運用が出来ることをきっかけにクライアント数を増加させていった。
創業初年度に売上3億円、2年目の2019年度に17億円、3年目の2020年度には47億円と売上を拡大。2021年4月には、渋谷マークシティビルに構えた本社オフィスを約280坪の規模に増床。2022年より売上実績や企業理念が評価され「ベストベンチャー100 2022」「ベストベンチャー100 2023」「ベストベンチャー100 2024」と3年連続選出。
2023年7月、企業の収益戦略を構築するマーケティングカンパニーとして、売上にコミットする企業への約束「〜Profitable Marketing〜 利益に繋げるマーケティング」を広告事業におけるタグラインに策定。
2023年8月、Instagramのリール広告を活用する日本企業を増やすため、Metaがナハトを「日本企業のリール広告活用」推進パートナーに選出。
2024年5月、創業6期目、事業拡大に伴うメンバー増員のため渋谷マークシティビルに構えた本社オフィスを約280坪から約480坪に増床。
※「ベストベンチャー100」は、イシン(株)が提供する法人向け有料会員制サービスです。 エントリーした企業の中から、厳正な審査のもと選出したベンチャー企業100社が「ベストベンチャー100」として紹介されます。 https://best100.v-tsushin.jp/company/nahato/

## 沿革
- 2018年
  - 7月10日 - WEB領域をメインとした広告代理店として設立。同時にインフルエンサーマーケティング事業を開始。
  - 9月 - SNS媒体のAD広告を中心にデジタルマーケティング事業を開始。
  - 9月 - YouTuberなどが所属するクリエイタープロダクション「ONEVIEW」を設立[1]。
- 2020年
  - 4月 - 本社オフィスを渋谷マークシティビルに移転。
- 2021年
  - 4月 - 渋谷マークシティビルオフィス増床[2]。
  - 6月 - 沖縄県の専門学校グループ「KBC学園」と提携を開始[3]。
  - 6月 - 地方営業所「沖縄オフィス」を設立[4]。
  - 9月 - 薬機法医療法規格協会 主催の認定制度「薬機法・医療法　厳守広告代理店」団体認証を取得[5]。
  - 9月 - 日本コンシューマーリサーチ社の調査によって「インフルエンサーが選ぶ広告代理店No.1」を獲得[6]。
  - 12月 - ForbesJAPANによる取材記事「急成長を遂げる広告代理店の成功の鍵」を公開[7]。
  - 12月 - 沖縄県の新聞社、沖縄タイムスがナハトが行う若者に対しての雇用創生活動について取材。「インターン育て採用へ　ナハトとKBCグループ提携　IT人材スキルアップ」[8]
- 2022年
  - 1月 - 「ベストベンチャー100 2022」に初選出[9]。
  - 4月 - 採用サイトを公開[10]。
  - 5月 - 国内広告代理店の上位3%「GooglePremierPartner」認証を取得[11]。
  - 7月 - 株式会社ONEVIEWからYouTube事業譲受[12]。
  - 12月 - インドアゴルフ練習場「100 GIRI GOLF 」オープン[13]。
- 2023年
  - 1月 - 「ベストベンチャー100 2023」に2年連続で選出。[14]
  - 2月 - 「TikTok for Business Japan Agency Awards 2023」シルバー受賞[15]。
  - 2月 - 国内広告代理店の上位3%「Google Premier Partner」に、2年連続で認証を取得[16]。
  - 7月 -「〜Profitable Marketing〜 利益に繋げるマーケティング」広告事業におけるタグラインを策定[17]。
  - 8月 -【国内初】Meta社がナハトを「日本企業のリール広告活用」推進パートナーに選出[18]。
  - 8月 - 沖縄のプロサッカーチーム「FC琉球」と資本業務提携を締結[19]。
  - 9月 - サイバーエージェント運営のプロダンスチーム「CyberAgent Legit」と2年連続でスポンサー契約を締結[20]。
- 2024年
  - 1月 - 「ベストベンチャー100 2024」に3年連続で選出。[14]
  - 1月 - 日本ビジネスリサーチ社の調査によって「企業の人事が選ぶマーケティング会社3部門で高評価」を獲得[21]
  - 3月 - 新卒採用の新たな試みとして 麻雀就活FESTA を開催[22]
  - 5月 - 渋谷マークシティビルオフィス約480坪に増床。

## 事業内容

### インフルエンサーマーケティング
クライアントからの広告依頼を専属契約インフルエンサーによるSNS広告を通じてPRを行う事業。主な依頼可能インフルエンサーは下記。
- YouTuber
- Instagramer
- Tiktoker
- Twitter
- その他キャスティング　など

### デジタルマーケティング
クライアントからの広告依頼をSNS媒体への配信を通じてPRを行う広告事業。主な広告取り扱いメニューは下記。
- YouTube
- Instagram
- LINE
- Twitter
- Tiktok
- GDN/YDN
- アドネットワーク
- AmazonECコンサルタント

### WEBインフラストラクチャー
クライアントが持つメディアを売上に繋げるために改修・制作する事業。主な取り扱いメニューは下記。
- HP制作
- LP制作
- Instagramアカウント運用
- LINE公式アカウント運用
- オウンドメディア運用